# 足立真梨子
足立 真梨子（あだち まりこ、1983年7月21日 - ）は、日本のトライアスロン選手。
大阪府枚方市出身。太成高校卒、同志社大学卒。
トーシンパートナーズ・ チームケンズ所属。2010年アジア競技大会金メダリスト。
2歳のころから水泳を始め、大阪・枚方SS時代には、アテネ五輪の競泳で銅メダルを獲得した中西悠子と一緒に練習していた。
大学2年のときにトライアスロンに転向したが、翌年のレース中、自転車の下りカーブで転倒し、フェンスに激突。左手首を骨折して体にはフェンスが突き刺さる怪我を負った。一時期は競技活動を休止していたが、家族らの励ましもあり、2006年に競技に復帰した。
2012年ロンドンオリンピックに日本代表として出場、14位となった。

## 戦歴
- 2006年
  - 第12回日本トライアスロン選手権 7位
- 2007年
  - 第13回日本トライアスロン選手権 9位
- 2008年
  - 第14回日本トライアスロン選手権 3位
- 2009年
  - 第15回日本トライアスロン選手権 2位
- 2010年
  - 第16回日本トライアスロン選手権 3位
- 2012年
  - ロンドンオリンピック 14位